# رود ویژایخا (ویشرا)
رود ویژایخا (انگلیسی: Vizhaikha) یک رودخانه در سرزمین پرم کشور روسیه است.